# The 150 Murderous Passions
The 150 Murderous Passions är en LP med Whitehouse från 1981. Albumet spelades in under Guy Fawkes Night året innan och raketer och smällare spelade en viktig roll när det gällde att skapa vissa av ljuden på albumet. 1990 gavs en CD-version av albumet ut.

## Låtförteckning
1. ej namngiven, sida A (17:34)
2. ej namngiven, sida B (11:34)